# Ernest Fournier de Flaix
Pour les articles homonymes, voir Fournier.
Ernest Fournier de Flaix (13 novembre 1824 à Bordeaux – 13 avril 1904 à Sèvres) est un économiste et journaliste français. 

## Biographie
Jacques Suzanne Joseph Ernest Fournier de Flaix naît en 1824 à Bordeaux. Il effectue des études de droit.
En 1848, il devient avocat à Bordeaux. De 1858 à 1867, il est notaire dans la même ville. Il devient publiciste à Bordeaux et à Paris à cette date.
Il est collaborateur du Parlement, de La Province, de La Nouvelle Revue et du Messager de Paris à Bordeaux, puis du Journal des économistes et de la Revue de la Finance qu'il créa lui-même en 1882 et qui prit l'année suivante le nom de Revue des Banques. 
En 1891, il fut envoyé par le ministère en mission en Russie pour étudier la situation économique de cet empire avant la conclusion d’accords politico-économiques entre la France et la Russie
Il est élu membre correspondant de l'Académie des sciences morales et politiques en 1899. Il est membre de la Société d'économie politique.

## Principales publications
- Études économiques et financières (2 volumes, 1883)
- L'Indépendance de l'Égypte et le régime international du canal de Suez (1883)
- L'Impôt sur le pain, la réaction protectionniste et les résultats des traités de commerce (1885)
- La Réforme de l'impôt en France : Les théories fiscales et les impôts en France et en Europe aux XVIIe et XVIIIe siècles (1885). Réédition : Mégariotis reprints, Genève, 1979. Texte en ligne :
- Traité de critique et de statistique comparée des institutions financières, systèmes d'impôts et réformes fiscales des divers États au XIXe siècle (1889)
- Pendant une mission en Russie. Première série. À travers l'Allemagne (2 volumes, 1894)
- L'Impôt dans les diverses civilisations (1897)